# Narros de Matalayegua
Narros de Matalayegua es un municipio y localidad española de la provincia de Salamanca, en la comunidad autónoma de Castilla y León. Se integra dentro de la comarca del Campo de Salamanca (Campo Charro) y la subcomarca de La Huebra. Pertenece al partido judicial de Salamanca.
Su término municipal está formado por las localidades de Castroverde, Cortos de la Sierra, Herreros, Íñigo, Narros de Matalayegua, Peña de Cabra, Peralejos de Solís, Sanchogómez y Terrones, además de por los despoblados de Garcigalindo y Malpartida ocupa una superficie total de 29,70 km² y según los datos demográficos recogidos en el padrón municipal elaborado por el INE en el año 2017, cuenta con 212 habitantes.

## Historia
Aunque la fundación de casi todas las pedanías del municipio se remonta al proceso general de repoblación llevado a cabo por los reyes de León en la Alta Edad Media, la fundación de Narros se remonta al siglo XIV, quedando integrado con el nombre de "Naharros" en el arciprestazgo de La Valdobla de la jurisdicción de Salamanca, dentro del Reino de León. Las pedanías de la localidad existentes con anterioridad, encuadradas en el antiguo cuarto de la Corvacera, se denominaban en el siglo XIII de la siguiente manera: "Perreleios" (Peralejos de Solís), "Cortos" (Cortos de la Sierra), "Garci Galindo", "Castroverde", "Porcarizos" (Peña de Cabra), "Enego" (Íñigo), "Sancho Gómez" y "Terrones". Con la creación de las actuales provincias en 1833, Narros de Matalayegua quedó encuadrado en la provincia de Salamanca, dentro de la Región Leonesa.

## Demografía
Cuenta con una población de 198 habitantes (INE 2024).
| Gráfica de evolución demográfica de Narros de Matalayegua entre 1842 y 2021 |
| |
| Población de derecho según los censos de población del INE Población de hecho según los censos de población del INEEntre el censo de 1857 y el anterior, crece el término del municipio porque incorpora a 375016 (Cortos de la Sierra) y 375033 (Peralejos de Solís) Entre el censo de 1877 y el anterior, crece el término del municipio porque incorpora a 37504 (Íñigo) |

### Núcleos de población

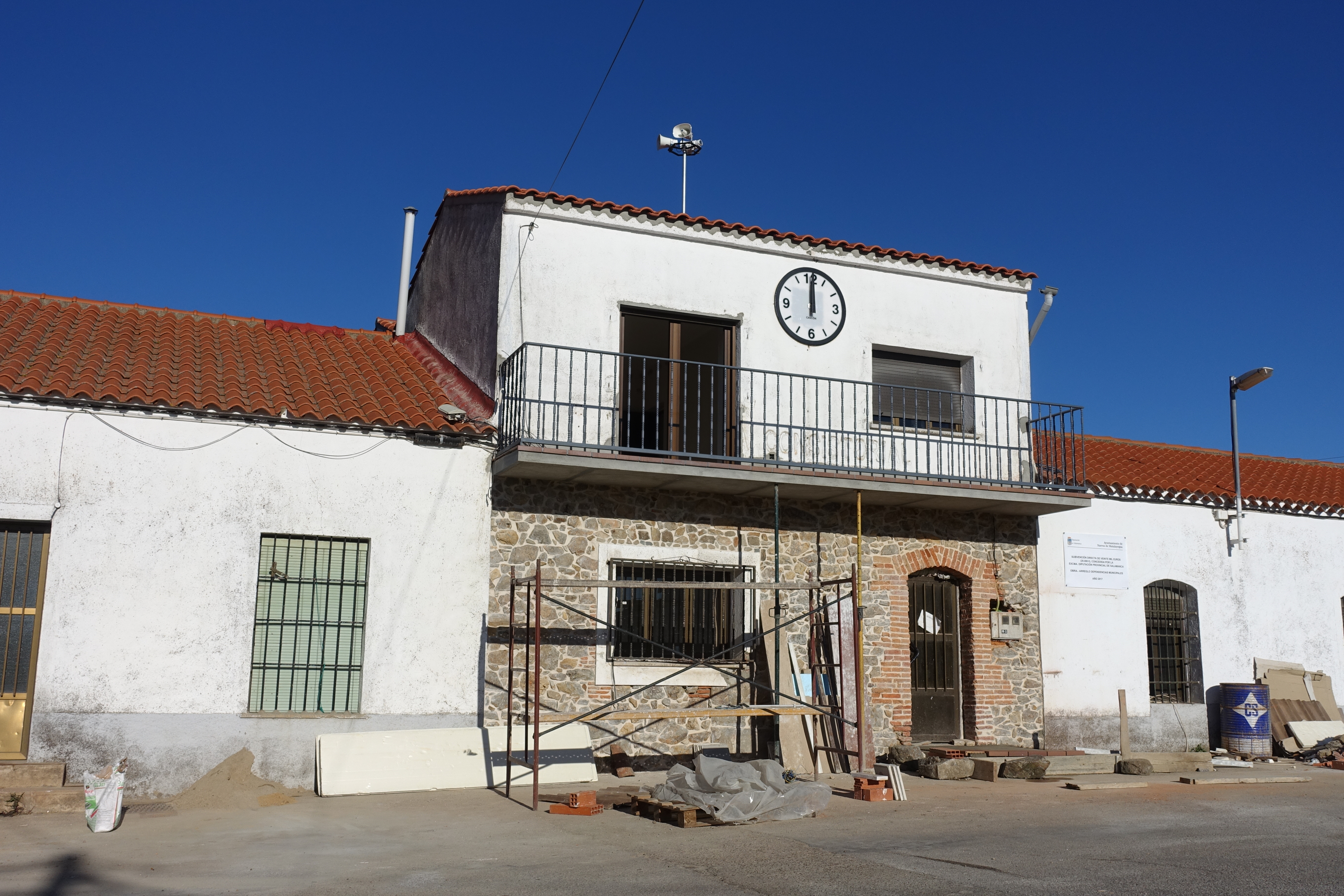
Casa consistorial.

El municipio se divide en varios núcleos de población, que poseían la siguiente población en 2017 según el INE.
| Núcleo de población   | Población |
| --------------------- | --------- |
| Narros de Matalayegua | 95        |
| Peralejos de Solís    | 36        |
| Íñigo                 | 30        |
| Cortos de la Sierra   | 30        |
| Sanchogómez           | 13        |
| Herreros              | 12        |
| Peña de Cabra         | 11        |
| Terrones              | 5         |
| Castroverde           | 3         |
| Garcigalindo          | 0         |
| Malpartida            | 0         |

## Administración y política
| Partido político                         | 2019  | 2019  | 2019       | 2015  | 2015  | 2015       | 2011  | 2011  | 2011       | 2007  | 2007  | 2007       | 2003  | 2003  | 2003       |
| Partido político                         | %     | Votos | Concejales | %     | Votos | Concejales | %     | Votos | Concejales | %     | Votos | Concejales | %     | Votos | Concejales |
| Partido Popular (PP)                     | 56,32 | 98    | 4          | 49,71 | 86    | 4          | 52,66 | 89    | 4          | 63,39 | 116   | 5          | 63,77 | 132   | 5          |
| Ciudadanos (CS)                          | 32,75 | 57    | 1          | 36,42 | 63    | 1          | —     | —     | —          | —     | —     | —          | —     | —     | —          |
| Izquierda Unida (IU)                     | 4,59  | 8     | 0          | —     | —     | —          | —     | —     | —          | —     | —     | —          | 4,65  | 8     | 0          |
| Partido Socialista Obrero Español (PSOE) | 4,59  | 8     | 0          | 12,14 | 21    | 0          | 13,02 | 22    | 0          | 34,43 | 63    | 2          | 35,27 | 73    | 2          |
| Coalición SI por Salamanca (SI)          | —     | —     | —          | —     | —     | —          | 36,69 | 62    | 1          | —     | —     | —          | —     | —     | —          |